# Achaearyopa
Achaearyopa is een monotypisch geslacht van spinnen uit de  familie van de Theridiidae (Kogelspinnen).

## Soort
- Achaearyopa pnaca Barrion & Litsinger, 1995